# Serge Dillaz
Serge Dillaz est un journaliste et écrivain français né en juin 1945, spécialiste de la chanson française.

## Biographie
Serge Dillaz exerce le métier d'archiviste à la ville de Lille jusqu'à sa retraite en 2005.
Son goût pour l’histoire l’amène à s’intéresser à la sociologie chansonnière, et ainsi devient-il journaliste et écrivain. Il écrit de nombreux articles (La Voix du Nord, Liberté, Nord Éclair, Historia, Plein Nord) et des poésies pour des revues spécialisées, avant de consacrer l’essentiel de ses travaux à la chanson politique et à l’évolution des mentalités à travers les œuvres chansonnières.
Il publie son premier ouvrage en 1971, à l’âge de 26 ans, sur Pierre Jean de Béranger.
À la fin des années 1980, il est critique littéraire sur radio FIJ et radio Pacific FM.
Son livre La chanson sous la Troisième République , (prix Prosper-Estieu de l’Académie du Languedoc) est utilisé pour l’illustration sonore des spectacles L’as-tu revue (Opéra-Comique, 1991) et La Brige et la casquette de Courteline (théâtre Ecoute, Bourges, 1993).
En 1992, Serge Dillaz participe à la création de la revue trimestrielle Chorus, les cahiers de la chanson. Il fera partie du comité de rédaction jusqu’à la disparition du magazine en 2009.
Il collabore également au travail mené par le Hall de la chanson de Serge Hureau, regroupant des bases de données du fonds patrimonial français et conférences sur la chanson francophone.

## Œuvre
- Pierre Jean de Béranger, Éditions Seghers, collection Poésie et chansons, 1971[3].
- La chanson française de contestation, de la Commune à Mai 68, Éditions Seghers, 1973.
- Fleurs de Mai, roman, Syros-Alternatives, 1985.
- De Pottier à DeGeyter, l’histoire de l’Internationale, Université Nouvelle, 1985.
- La chanson sous la Troisième République, Librairie Jules Tallandier, 1991.
- Vivre et chanter en France tome 1, 1945-1980, Fayard, 2005.
- Vivre et chanter en France tome 2, 1981-2006, Fayard, 2007[4],[5],[6]

### Collaboration
- André Pierrard et Serge Dillaz, Deux hommes et un Quinquin, La voix du nord, 1992.

### Articles collectifs
- A propos de la création de l’Internationale, contenu dans le livre Lille, d’un millénaire à l’autre, Fayard, 1999.
- Chanson politique, contenu dans le Dictionnaire de la musique en France au XIXème siècle, Fayard, 2003.

### Livrets de CD
- Aussi loin qu'ici (préface), Jean Humenry, coffret 4 CD, ADF-Studio-SM et Comme-ci comme-ça, 2009.
- Le travail en chansons (notice), Institut supérieur du travail, 2012.